# راي ووكر (لاعب كرة قدم أسترالية)
راي ووكر (بالإنجليزية: Ray Walker)‏ هو لاعب كرة قدم أسترالية أسترالي، ولد في 18 ديسمبر 1941.

## وصلات خارجية
- راي ووكر على موقع AustralianFootball.com (الإنجليزية)
- راي ووكر على موقع AFLtables.com (الإنجليزية)